# Giusi Raspani Dandolo
Giusi Raspani Dandolo, née le 23 août 1916 à Trani et morte le 14 janvier 2000 à Rome, est une actrice italienne de théâtre, de cinéma, de télévision et de radio.

## Biographie
Née à Trani, fille d'un magistrat, Giusi Raspani Dandolo s'inscrit au conservatoire de Bolzano pour devenir chanteuse d'opéra, mais finit par abandonner ses études pour s'installer à Rome, où en 1940 elle est diplômée de l' Académie nationale d'art dramatique. Elle fait ses débuts professionnels en 1941, avec la compagnie de théâtre Laura Adani. Principalement active sur scène, elle est saluée par la critique pour ses performances au Piccolo Teatro sous la direction de Giorgio Strehler,.
Typiquement interprète de rôles humoristiques, Raspani Dandolo a reçu un prix San Genesio Prize (it) en 1964 pour sa performance dans la pièce de théâtre La fastidiosa. Elle était également active dans les films, les séries télévisées et à la radio,.

## Filmographie partielle
- 1951 : Il padrone del vapore de Mario Mattoli.
- 1952 : Viva il cinema! de Giorgio Baldaccini et Enzo Trapani.
- 1953 : Les Passionnés  (Canzone appassionata) de Giorgio Simonelli.
- 1953 : Une fille formidable (Ci troviamo in galleria) de Mauro Bolognini.
- 1955 : Piccola posta de Steno.
- 1959 : Débrouillez-vous ! (Arrangiatevi) de Mauro Bolognini
- 1964 : Le inchieste del commissario Maigret (littéralement « Les enquêtes du commissaire Maigret »), série télévisée italienne en seize épisodes réalisée par Mario Landi.
- 1965 : Meurtre à l'italienne (Io uccido, tu uccidi) de Gianni Puccini.
- 1966 : Rita la zanzara de Lina Wertmüller.
- 1966 : Une vierge pour le prince de Pasquale Festa Campanile.
- 1967 : Il lungo, il corto, il gatto de Lucio Fulci.
- 1972 : La calandria de Pasquale Festa Campanile
- 1974 : La Drôle d'affaire (La cosa buffa) de Aldo Lado.
- 1976 : La Prof et les Farceurs de l'école mixte